# Crociata del 1197
La crociata del 1197, nota anche come crociata di Enrico VI o crociata tedesca (in tedesco Deutscher Kreuzzug) fu una spedizione organizzata dall'imperatore Enrico VI contro il Sultanato ayyubide e che perseguiva lo scopo di riconquistare Gerusalemme. Tra le altre motivazioni, la campagna era stata anche pianificata per rimediare al fallimento del padre di Enrico, l'imperatore Federico Barbarossa, il quale morì nel 1190 mentre era in marcia con il suo esercito per partecipare alla terza crociata.
Anche Enrico VI perì ancor prima di arrivare in Terra Santa, ma i tedeschi che approdarono a destinazione si distinsero ben presto per il loro atteggiamento bellicoso e la loro sete di conquista, suscitando il disappunto del re di Gerusalemme Enrico II di Champagne, che era consapevole dei fragili equilibri politici nella regione e desiderava preservarli. Alla morte di Enrico II, avvenuta nel settembre del 1197, mentre le operazioni militari erano ancora in corso, gli succedette Amalrico II di Lusignano. Malgrado fossero riusciti a riprendere il controllo di Beirut e di alcuni insediamenti costieri del Libano, i combattenti cristiani si impantanarono nell'assedio della fortezza di Toron. Nei primi mesi del 1198, i tedeschi raggiunsero Tiro e, appresa la notizia della morte di Enrico VI, fecero ritorno in patria. Con i musulmani fu dunque siglata una tregua che ricalcava i contenuti della pace di Ramla del 1192, stipulata tra Saladino e Riccardo I d'Inghilterra. Tuttavia, la sua validità avrebbe avuto effetto soltanto nel caso in cui non fosse giunto un nuovo sovrano di uno Stato europeo in Terra Santa.
Oltre alle modeste conquiste summenzionate, la crociata del 1197 ebbe una conseguenza di grande rilievo, ossia la fondazione dell'Ordine teutonico. L'influenza di tale ordine religioso cavalleresco crebbe in modo considerevole nei decenni successivi, raggiungendo il suo apice quando i suoi membri si concentrarono sulle crociate del Nord Europa.

## Antefatti

Il Vicino Oriente nel 1190 alla vigilia dell'arrivo di Riccardo I d'Inghilterra

Il 2 ottobre 1187 il sultano ayyubide Saladino prevalse nell'assedio di Gerusalemme e conquistò così la città e, in seguito, gran parte degli Stati crociati. Nel tentativo di salvare gli ultimi possedimenti cristiani in Terra Santa, papa Gregorio VIII sollecitò la partecipazione a una terza crociata, a cui aderirono il re Filippo II di Francia, il re Enrico II d'Inghilterra (cui subentrò poco dopo suo figlio Riccardo I d'Inghilterra) e l'imperatore Federico I del Sacro Romano Impero nel 1189. Federico partì alla testa di un enorme esercito, sconfisse un contingente selgiuchide vicino a Philomelion e conquistò Iconio, ma poi morì annegato nel fiume Calicadno, vicino a Silifke, in Cilicia.
Alla sua morte, l'esercito crociato tedesco, composto da poco meno di 20 000 uomini tra fanti e cavalieri e forse 6 000 o 7 000 civili, si disperse. Solo un contingente molto più piccolo, guidato da Federico VI di Svevia, uno dei figli del Barbarossa, proseguì la lotta in Terra Santa, unendosi all'assedio di Acri e alle forze di Guido di Lusignano. La crociata si concluse infine con la pace di Ramla del 1192, firmata dal sultano Saladino e dal re Riccardo I d'Inghilterra, che negoziò un armistizio di vari anni (forse tre anni e otto mesi) ai sensi del quale i musulmani avrebbero mantenuto il controllo su Gerusalemme, mentre i crociati avrebbero conservato Acri, Giaffa e altre città chiave. Ai pellegrini, purché disarmati, fu inoltre concesso l'accesso ai luoghi santi di Gerusalemme, rimasta in mano a Saladino, così come fu garantito il libero transito di musulmani e cristiani tra uno Stato e l'altro; Ascalona, infine, avrebbe dovuto essere demolita e poi essere restituita ai musulmani.

### Cristianità
Nel 1190, Enrico VI succedette a suo padre Federico e, nel 1191, fu incoronato imperatore del Sacro Romano Impero da papa Celestino III. Nei primi anni al potere, si rese protagonista di un'infruttuosa campagna di conquista dell'Italia meridionale, su cui avanzava delle pretese territoriali in quanto marito di Costanza d'Altavilla, regina sovrana di Sicilia. Il suo prestigio accrebbe quando re Riccardo d'Inghilterra, di ritorno dalla terza crociata, fu catturato in Austria e rilasciato solo dopo aver prestato a Enrico un giuramento di fedeltà e aver pagato un enorme riscatto. Negli anni seguenti, alcuni eventi rafforzarono il peso politico dell'imperatore tedesco in campo internazionale. Il 29 maggio del 1194, ricevette a Milano degli ambasciatori del principe Leone di Cilicia, che «sollecitava l'invio di una corona regale e si dichiarava pronto a sottomettersi all'autorità imperiale». Entro la fine dello stesso anno, si assicurò la supremazia militare sul regno di Sicilia, venendo incoronato il 25 dicembre come signore dell'isola. È possibile che di lì a poco, con il passare del tempo, Enrico avrebbe maturato l'idea di proclamare una nuova crociata per riconquistare Gerusalemme.

### Islam
All'indomani della morte di Saladino, nel 1193, lo schieramento musulmano precipitò in un caos di lotte intestine che coinvolsero i suoi ben diciassette figli. Alcuni tra questi costituirono dei principati più o meno indipendenti dall'autorità centrale (il caso più eclatante riguardò l'Egitto). Nel 1194 e nel 1195 al-Aziz, secondogenito di Saladino, cercò di togliere Damasco a suo fratello al-Afdal. In entrambe le occasioni fu Safedino, fratello del defunto Saladino, a dover intervenire come mediatore in qualità di membro anziano della famiglia. Più tardi, nel 1196, Safedino estromise al-Afdal e si insediò a Damasco come luogotenente di al-Aziz. Tra il 1196 e il 1198, numerosi comandanti si presentarono alle porte della moderna capitale siriana, ambiziosi di salire al trono che prima era stato di Saladino.

## I preparativi

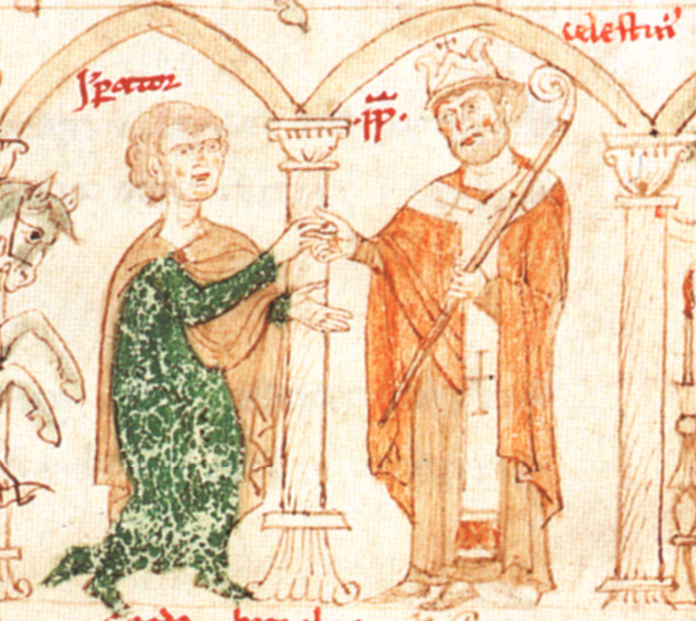
Enrico VI di Svevia e papa Celestino III nel Liber ad honorem Augusti di Pietro d'Eboli, 1196

Dopo le diete tenutesi nelle città di Bari e Trani, durante la Settimana Santa del 1195, Enrico annunciò solennemente, da quest'ultima, la sua intenzione di compiere una crociata e in molti, tra principi e grandi prelati, aderirono presto al suo appello a contribuire alla causa cristiana. Non si ha conoscenza di nessun altro grande sovrano europeo sollecitato a partecipare o dichiaratosi propenso a farlo di propria spontanea volontà, né si conoscono con precisione i fattori che scatenarono in Enrico questo fervore religioso. Si susseguirono presto delle trattative con papa Celestino III, terminate con la promulgazione di una bolla in cui si avallavano le decisioni dell'imperatore, si incentivava la predicazione della crociata e si concedevano le consuete indulgenze ai partecipanti. Tornato in Germania ad allestire i preparativi, sembra che, mentre si discuteva in merito alla fattibilità della campagna, Enrico avesse tentato di imporre quale suo successore il figlio, ancora infante, Federico, riservandogli il titolo di re dei Romani. Il pretesto che, in assenza del padre, il titolo sarebbe stato contrastato non attecchì, e quando parte dell'aristocrazia dimostrò disinteresse ad analizzare la questione, l'imperatore la accantonò, rimandandola definitivamente all'indomani della crociata. Pare che in quel contesto, nel dicembre del 1195, anche il re Amalrico di Cipro avesse inviato dei delegati in Germania per fare atto di vassallaggio e ricevere in cambio una corona, come prima aveva eseguito Leone d'Armenia.
Le decisioni definitive in merito alla spedizione vennero assunte durante una dieta svoltasi a Würzburg nel marzo del 1196, a cui avevano partecipato, tra i vari nobili, anche il duca Enrico I di Brabante e il cugino dell'imperatore Ermanno I, langravio di Turingia. L'arcivescovo Corrado di Magonza, arcicancelliere di Germania, si pose a capo di un contingente di crociati provenienti dalla Renania e dalla Franconia e si diresse in Puglia, da cui salpò alla volta di Acri nell'aprile del 1197. I tedeschi del Nord, invece, erano partiti a bordo di proprie imbarcazioni formando una flotta di 44 cocche; al comando figuravano l'arcivescovo Arduico II di Brema, Enrico V del Reno e il duca del Brabante Enrico. Durante il tragitto si fermarono e attaccarono la città musulmana di Silves, in Portogallo, per poi raggiungere il porto di Messina. Il contingente principale proveniente dalla Germania, a cui si erano uniti Federico d'Austria, Ludovico di Baviera, Adolfo III di Schaumburg, Volchero di Passau e Corrado di Ratisbona, raggiunse Bari il 1º maggio e infine Messina, dove era previsto l'incontro con Enrico VI.
L'imperatore aveva disposto che alla spedizione partecipassero solo combattenti. Si è calcolato che gli effettivi ammontassero a 4 000 cavalieri e ad almeno altri 12 000 uomini, mentre Enrico VI armava a proprie spese 1 500 cavalieri con altrettanti scudieri e nutriva l'ambizione di coinvolgere anche 3 000 mercenari. Ciò richiese l'impiego di circa 250 navi per il trasporto. Secondo Arnoldo di Lubecca, autore dell'Arnoldi Chronica Slavorum, un potente esercito di 60 000 unità si era preparato alla partenza. Lo storico moderno Christopher Tyerman ha invece ipotizzato che, in realtà, il loro numero reale fosse un quinto o addirittura un quarto inferiore rispetto alla cifra fornita da Arnoldo, pur trattandosi comunque di un esercito consistente. Dal canto suo, Jonathan Riley-Smith ha sostenuto che il numero delle truppe disponibili, probabilmente, fosse vicino a eguagliare quelle radunate da Federico Barbarossa.
Nell'inverno del 1196–1197 erano stati stretti dei contatti con l'Impero bizantino, uno Stato all'epoca debole, come traspariva chiaramente dall'incapacità di imporre la propria autorità nei Balcani. In politica estera, i bizantini avevano intrapreso un percorso di avvicinamento diplomatico all'Europa occidentale molto apprezzato dal papato, che confidava in tal modo di arginare la crescente influenza tedesca. Nelle ultime fasi del XII secolo, essenzialmente per un paio di fattori, la crisi di Costantinopoli si acuì. Nell'aprile del 1195, il sovrano Isacco II Angelo era stato rovesciato da suo fratello, Alessio III, e nel 1197 si celebrarono le nozze, invero già combinate da tempo, tra Irene Angela, figlia del deposto Isacco II, e Filippo di Svevia, fratello di Enrico VI. In virtù di questo legame matrimoniale, l'imperatore tedesco, il quale ambiva a ottenere una terza corona dopo aver unito quella di Sicilia a quella della Germania, si sentì legittimato a rivendicare delle pretese nei confronti di Costantinopoli; così, intimò ai bizantini di versare un elevatissimo tributo pari a 5 000 libbre d'oro all'anno, al fine di finanziare la crociata. Come alternativa a questa sorta di ultimatum, Enrico pretese dai romei supporto logistico, con la garanzia quindi di strade e porti sicuri per le truppe dirette verso la Terra Santa, e l'allestimento di un contingente militare funzionale a supportare la campagna. Sebbene i toni di questa richiesta non fossero probabilmente così intimidatori come vorrebbero far credere le fonti primarie, è certo che Bisanzio non sembrasse in grado di ottemperare né all'una né all'altra richiesta. Essa confidò pertanto nell'intervento della diplomazia e negoziò con i tedeschi affinché fosse ridotto il totale del tributo preteso, abbassato infine a 1 600 libbre auree. A mitigare la posizione fu anche l'intervento del papato, sia pur flebile, che cercò di ricordare a Enrico che la crociata era diretta contro Gerusalemme e non contro Costantinopoli. Papa Celestino III, da «uomo timoroso ed incerto» quale era, appariva di certo infastidito dalla situazione, ma si limitò a consigliare all'imperatore di non lanciare subito un attacco contro Bisanzio «perché erano in corso trattative con quell'imperatore per una riunione della Chiesa». Il sollecito celava un comprensibile timore paventato dal pontefice: risulta infatti palese che, qualora Enrico fosse riuscito a insediarsi anche a Costantinopoli, il peso specifico del papato sarebbe stato ulteriormente indebolito. La grave situazione economica che affliggeva l'erario bizantino costrinse Alessio a imporre il pagamento di una tassa speciale (alamanikon), divenuta presto odiatissima dai sudditi; ciò lo espose a un'innegabile umiliazione.
Nel marzo del 1197 Enrico si era recato nel regno di Sicilia, dove era stato costretto a far fronte all'irrequietezza dei suoi sudditi locali. Mentre i crociati speravano di partire alla volta di Acri, l'imperatore dovette prima reprimere una rivolta armata scoppiata a Catania. Il gruppo di tedeschi settentrionali guidati dall'arcivescovo Arduico di Brema e da Enrico V del Palatinato giunse a Messina nel mese di agosto, unendosi alle truppe dell'imperatore. Sempre nello stesso mese, al termine di una battuta di caccia condotta nei pressi di Fiumedinisi, Enrico contrasse una forte febbre, probabilmente malaria. Salpata il 1º settembre, l'armata tedesca giunse in Siria all'inizio dell'autunno senza Enrico, che morì il 28 settembre. Per via delle sue condizioni di salute, è probabile che egli avesse già da un po' abbandonato il sogno di guidare la spedizione in prima persona. La notizia della sua morte arrivò comunque diverso tempo dopo nell'Outremer.

## La crociata

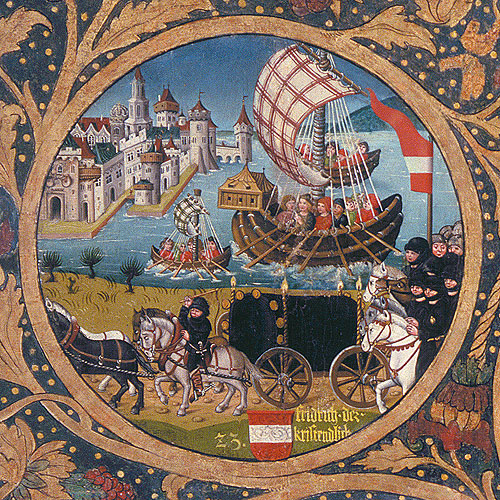
Federico I d'Austria, uno dei partecipanti della crociata del 1197, salpa per la Terra Santa. Babenberger-Stammbaum, Abbazia di Klosterneuburg, 1490 circa.

Il 22 settembre 1197, guidato dall'arcicancelliere Corrado di Magonza e dal maresciallo Enrico di Kalden, sbarcò ad Acri un folto esercito tedesco. Quando i soldati raggiunsero il porto, il re di Gerusalemme Enrico II di Champagne «non li accolse con gioia», perché era consapevole che il loro arrivo avrebbe sconvolto i precari equilibri della regione. La politica accorta di Enrico era stata caldamente suggerita dai suoi principali consiglieri, i discendenti della nobile casata degli Ibelin, i quali gli avevano suggerito di tessere dei legami diplomatici con i musulmani. Anche la controparte si era dimostrata favorevole a preservare la pace, malgrado le incursioni compiute da Usama, emiro di Beirut, che aveva reso la città un covo di predoni. Quest'ultimo agiva nei fatti in maniera indipendente dalla città che, assieme a Sidone, separava il regno di Gerusalemme dalla contea di Tripoli. Evitando il ricorso alle armi, la strategia diplomatica si rivelò fruttuosa: Stefania di Milly riuscì a rientrare in possesso della città di Gibelletto «corrompendo l'emiro incaricato di custodirla». Gibelletto e la sua ricostituita signoria passarono poi al figlio di Stefania, Guido I Embriaco.
Non era però questo lo spirito che animava i crociati stranieri, i quali presto si rivelarono bellicosi tanto da attaccare i musulmani in Galilea senza nemmeno consultare Enrico di Champagne. Pare addirittura che, temendo disordini, il principe di Galilea Ugo di Tiberiade avesse inviato le donne e i bambini suoi sudditi presso le fortezze presidiate dai Templari e dai Cavalieri Ospitalieri, suggerendo ai tedeschi di accamparsi all'esterno delle città. La notizia degli attacchi aveva frattanto suscitato l'ira dei saraceni, in particolare di Safedino, signore delle regioni colpite. Adducendo come motivo la necessità di fronteggiare il pericoloso nemico, Safedino «intimò ai parenti di dimenticare le proprie dispute e di unirsi a lui». I tedeschi, su iniziativa di Valerano III di Limburgo, stavano nuovamente attraversando i confini nemici quando appresero che Safedino stava organizzando un'offensiva con l'ausilio di rinforzi siriani e mesopotamici. Radunatisi ad ʿAyn Jālūt, nei pressi di Nazareth, i musulmani sembravano pronti a colpire Acri, ma furono dissuasi dalle forze che Ugo di Tiberiade ed Enrico di Champagne riuscirono a radunare in tutta fretta. Ciononostante Safedino non volle vanificare gli sforzi compiuti per radunare il suo esercito ed eseguì quindi un efficace assalto che gli permise di impossessarsi di Giaffa. La città cadde rapidamente all'inizio del settembre del 1197, tanto da spingere Enrico a ritenere negligente il comportamento adottato da Rinaldo Barlais, l'uomo incaricato di difenderla.
Il 10 settembre, Enrico di Champagne radunò le truppe e le incitò al combattimento ad Acri, ma alla fine del discorso precipitò dalla loggia aperta da cui aveva arringato e morì. Poiché la guerra era ancora in corso, non vi era tempo per compiangere il sovrano e i baroni dovettero nominare un successore. A Isabella, rimasta vedova con due figlie, non fu lasciata la libertà di scegliere un nuovo marito, malgrado nemmeno gli aristocratici si dimostrarono capaci di trovare un candidato ideale. Fu l'arcivescovo Corrado, un confidente dell'imperatore tedesco e amico di papa Innocenzo III, a individuare un successore nel re di Cipro, Amalrico di Lusignano. Si trattava di una scelta alquanto azzardata per la politica futura, in quanto si temeva che il futuro sposo si sarebbe comportato come suo fratello minore Guido, che anni prima aveva rivendicato il titolo di re di Gerusalemme jure uxoris in contrasto con Corrado del Monferrato. Dal canto suo, Amalrico temeva che accettare quel ruolo lo avrebbe subordinarlo al sovrano del Sacro Romano Impero, considerata l'ingerenza dei tedeschi nella sua nomina.

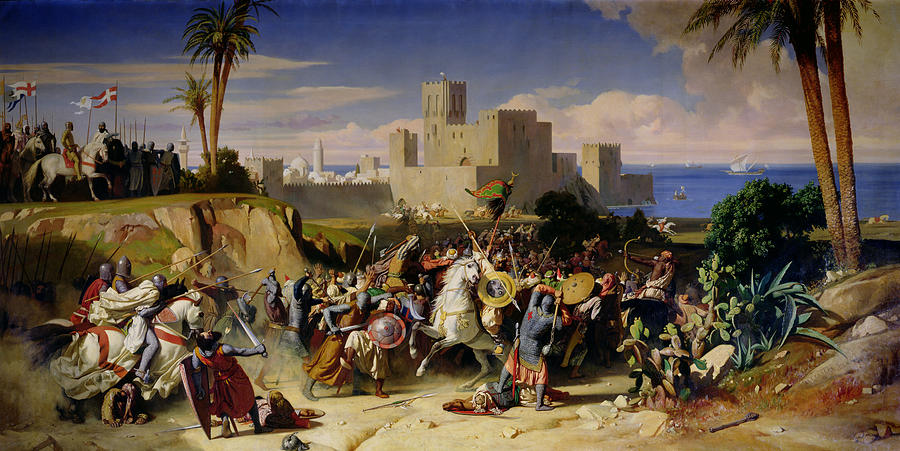
La riconquista di Beirut, Alexandre Hesse, 1842

Una volta fatto intendere che avrebbe preso del tempo per decidere, Amalrico fornì comunque supporto ai crociati tedeschi, che, su iniziativa del duca di Brabante Enrico, avevano attaccato Beirut e scacciato Usama e i suoi occupanti. Avendo capito che non avrebbe ricevuto supporto da Safedino, l'emiro aveva deciso di smantellare la città e ritirarsi, tuttavia le operazioni non procedettero con la necessaria rapidità e finirono soltanto per agevolare la conquista nemica. Anche Boemondo III d'Antiochia si unì ai crociati nell'attacco di Beirut e, durante il viaggio di ritorno, accarezzò l'idea di estendere i confini del principato di Antiochia impossessandosi di Laodicea e Gabala, ma fu costretto a fare presto ritorno a casa a causa di intricate questioni politiche relative alla sua successione.
Sidone era stata ridotta a un cumulo di rovine, mentre Gibelletto era tornata in mano cristiana grazie alle manovre politiche di Stefania di Milly. In seguito i cristiani riconquistarono anche Batrun e la costa siriana circostante, compiendo operazioni militari sconosciute agli studiosi. Ciò ripristinò «la continuità dell'occupazione franca della costa, dalla zona a nord di Tripoli fino a sud di Acri». Tuttavia i crociati perseguivano un obiettivo ben più ambizioso: la conquista di Gerusalemme. Per questo motivo respinsero la proposta di quella parte di nobili siriani che desiderava giungere a un accordo con i musulmani, scambiando la riconquistata Beirut con Giaffa.
Nel novembre del 1197, i crociati presero di mira la fortezza di Toron. I primi assalti furono così vigorosi che i difensori si offrirono di arrendersi. Tuttavia, l'arcivescovo Corrado insistette per una resa senza condizioni, richiesta che spronò alcuni baroni franchi a intervenire, allo scopo di scongiurare il rischio di una disastrosa avanzata nemica innescata dalla battaglia. Essi riferirono infatti a Safedino che i tedeschi non erano soliti risparmiare la vita ai prigionieri; ciò spinse il sultano a radunare immediatamente un vasto esercito per giungere in soccorso della fortezza assediata. Mentre i saraceni si avvicinavano, si diffuse la notizia della morte dell'imperatore Enrico VI e dell'ascesa al trono del giovane figlio Federico. In questo scenario incerto, molti tedeschi cominciarono a valutare l'ipotesi di abbandonare in gran segreto l'assedio e imbarcarsi per la patria. Essi temevano infatti di perdere il possesso dei propri feudi a causa delle lotte per il potere che si erano scatenate in Germania. Lo scoramento tra i cristiani aumentò quando Toron continuò a resistere agli attacchi, fiaccando gradualmente l'entusiasmo iniziale dei tedeschi.
Quando il 2 febbraio 1198 arrivò un esercito musulmano proveniente dall'Egitto, i cristiani rimasti avevano da poco saputo della partenza dei nobili e dei chierici che li avevano guidati. Questo li indusse a fuggire precipitosamente verso Tiro e a imbarcarsi per la Germania.

## Conseguenze
Nel gennaio del 1198, Amalrico sciolse ogni riserva e accettò il ruolo di re di Gerusalemme. Ventiquattro ore dopo il suo arrivo sposò la regina Isabella e, qualche giorno più tardi, il patriarca cittadino officiò la loro solenne incoronazione. Amalrico, da quel momento noto come Amalrico II, si affrettò a precisare che le corone di Cipro e di Gerusalemme sarebbero rimaste distinte e che era stato soltanto costituito «un legame personale». Benché si considerasse alla stregua di un reggente, Amalrico governò con grande maestria e abilità, qualità che ebbe modo di dimostrare sin da subito in occasione dell'epilogo della crociata tedesca. Infatti, era suo l'onere di negoziare la pace dopo la turbolenta spedizione condotta dal Sacro Romano Impero. Dall'altra parte, anche Safedino era intenzionato a stipulare una tregua, poiché desiderava riunire tutti i possedimenti del suo defunto fratello Saladino.
Il 1º luglio 1198 la pace di Ramla, stipulata nel 1192 da Saladino e Riccardo I d'Inghilterra, fu rinnovata per un periodo di cinque anni e otto mesi. Oltre a riconfermare la libertà di circolazione per i pellegrini, l'accordo riconosceva la cessione di Giaffa ai musulmani e la restituzione di Beirut ai cristiani. Si introduceva tuttavia una clausola inedita, ossia il rispetto della tregua a patto che «nessun potente sovrano si recasse in Oriente» (nisi aliquis rex christianorum potens in partes illas veniret). Si trattava di una previsione importante, poiché implicitamente si ammetteva che la sovranità del re di Gerusalemme era subordinata a figure provenienti dall'Europa. Infine, Amalrico assegnò la signoria di Beirut a Giovanni di Ibelin e la signoria di Sidone a Reginaldo de Grenier.

Vessillo dell'Ordine teutonico, il gruppo religioso cavalleresco nato sul finire del XII secolo ad Acri

Uno dei lasciti più importanti riguardò senza dubbio l'Ordine teutonico, nato ufficialmente ad Acri nel 1191 sotto il patrocinio di Federico Barbarossa come ospedale destinato a malati e feriti tedeschi. Fu il cancelliere Corrado a conferirgli un carattere militare e, nel 1198, papa Innocenzo III proclamò ufficialmente la costituzione di un nuovo ordine religioso cavalleresco, appunto quello dei Cavalieri teutonici. A questi ultimi venne assegnato ciò che rimaneva dei vecchi domini rivendicati dal conte Joscelin III di Edessa, che sua figlia Beatrice di Courtenay e suo marito, Otto von Henneberg, cedettero loro nel 1208, costituendo così un dominio in prossimità di Acri. Esso rappresentò «il punto di partenza di tutti i futuri possedimenti territoriali» e, nel giro di qualche anno, l'Ordine fu in grado di competere con quello del Tempio e dell'Ospedale e di incidere anch'esso sulla politica del regno latino. In seguito, nel XIII secolo, l'Ordine si concentrò nell'espansione verso est (l'Ostsiedlung) della Germania verso la Prussia e l'adiacente regione baltica, nell'ambito delle crociate del Nord.

## Giudizio storiografico
Le motivazioni che spinsero Enrico VI a proclamare una crociata non sono note con esattezza. In generale, si tende a credere che intendesse portare a termine questa spedizione per accrescere il prestigio internazionale del suo impero sia in Europa sia in Terra Santa, oppure nella speranza di vedere riconosciuto da papa Celestino III il suo predominio sulla Sicilia e legittimarlo in capo a suo figlio Federico II (un'aspettativa che però, a giudizio degli storici, non avrebbe mai potuto incontrare il pieno favore della curia romana), o ancora perché desideroso di sovvertire l'esito della precedente e infausta campagna condotta dal padre nel 1190. Può anche darsi che considerasse la partecipazione a una crociata un dovere ineludibile per un sovrano, a cui non ci si poteva sottrarre. Del resto, «Enrico era più potente di qualsiasi altro sovrano dai tempi di Carlomagno. Aveva un alto concetto della propria carica e riuscì quasi a stabilirla su basi ereditarie». Quale che fosse la motivazione alla base e nonostante le forti riserve personali verso le ambizioni imperialistiche di Enrico VI, Celestino III avallò la decisione tedesca e sollecitò il clero della Germania a diffondere la notizia. Ciononostante, il ruolo di Roma risultò abbastanza marginale, poiché «l'elaborazione del progetto e la sua realizzazione» vengono decisamente ascritte a Enrico VI.
La crociata perse vigore a seguito della morte del suo comandante principale e non raggiunse gli obiettivi che erano stati prefissati. Invece di riprendere Gerusalemme, come inizialmente previsto, la spedizione si limitò infatti alla riconquista di Beirut e di alcuni altri piccoli centri. Al contempo, l'indebolimento dell'Impero bizantino persistette, aprendo la strada alla quarta crociata e al sacco di Costantinopoli del 1204. Invece, la riconquista di Gerusalemme originariamente sperata fu abbandonata.
Come ha sottolineato lo storico Steven Runciman, «la crociata era stata un fiasco e non aveva contribuito affatto a rialzare il prestigio tedesco». Jean Richard ha evidenziato come si trattò di un conflitto diverso rispetto alla terza crociata e a quelli precedenti, caratterizzandosi per l'intrecciarsi di dinamiche politiche. Ne sono prova l'ingerenza tedesca nella nomina del nuovo re di Gerusalemme e la sottomissione formale del sovrano d'Armenia Leone a Enrico VI. Desideroso di un maggiore riconoscimento internazionale, Leone avviò degli scambi epistolari con il papa e con l'imperatore tedesco già prima della sua partenza per la crociata del 1197. Grazie alla loro intercessione, ottenne l'elevazione della sua "baronia" a regno d'Armenia, che entrò a far parte del complesso degli Stati franchi dal 1197 al 1199.
Si segnala in ultimo il parere dello storico John Riley-Smith, secondo cui:
(Jonathan Riley-Smith, Breve storia delle crociate, p. 166)

### Esplicative
1. 1 2  Fu pattuito che l'incoronazione avrebbe dovuto avere luogo alla presenza di Enrico VI. Tuttavia ciò non avvenne, perché l'imperatore non giunse mai in Oriente, spedendo in sua vece un suo cancelliere che, nel gennaio del 1198, partecipò a una solenne cerimonia d'incoronazione a Sis tenuta dal legato papale Corrado, arcivescovo di Magonza. «[Anche l]'imperatore d'Oriente, Alessio Angelo, sperando di conservare qualche influenza sulla Cilicia, aveva inviato qualche mese prima una corona reale a Leone che l'accettò con gratitudine»: Runciman (2005), p. 763.
2. ↑  Il duca di Boemia Bretislao III aveva accettato di unirsi alla crociata durante la dieta di Worms del dicembre 1195, ma non riuscì a partire poiché ammalatosi, morendo poi tra il 15 e il 19 giugno 1197.
3. ↑  Nel mondo arabo, tutti i cristiani occidentali che giungevano in Terra Santa per partecipare alle crociate erano genericamente definiti Ifranj.

### Bibliografiche
1. 1 2 3 4  (EN) Christopher Tyerman, God's War: A New History of the Crusades, Penguin UK, 2007, ISBN 978-01-41-90431-3.
2. 1 2 3 4 5 6 7 8 9 10 11 12  Richard (1999), p. 373.
3. 1 2 3 4 5 6 7 8 9 10 11 12 13 14 15 16 17  Riley-Smith (2022), p. 166.
4. ↑  Bridge (2023), p. 213.
5. ↑  Runciman (2005), p. 678.
6. ↑  Runciman (2005), p. 691.
7. ↑  Bridge (2023), p. 216.
8. ↑  Runciman (2005), pp. 696-699.
9. ↑  Bridge (2023), p. 217.
10. 1 2  Riley-Smith (2022), p. 160.
11. ↑  Riley-Smith (2022), p. 165.
12. 1 2 3 4 5 6 7 8  Richard (1999), p. 371.
13. 1 2  Bridge (2023), p. 241.
14. ↑  Richard (1999), p. 369.
15. 1 2 3 4  Richard (1999), p. 382.
16. ↑  Runciman (2005), pp. 754-755.
17. 1 2 3 4 5 6  Richard (1999), p. 372.
18. 1 2  Richard (1999), pp. 370-371.
19. 1 2 3 4 5  Richard (1999), p. 370.
20. 1 2  Ostrogorskij (2014), p. 370.
21. ↑  Richard (1999), pp. 371-372.
22. ↑  Ostrogorskij (2014), pp. 370-371.
23. 1 2  Runciman (2005), p. 780.
24. 1 2  Ostrogorskij (2014), p. 371.
25. ↑  Runciman (2005), pp. 768-769.
26. 1 2 3 4 5 6 7 8 9  Runciman (2005), p. 764.
27. ↑  Grousset (1998), p. 145.
28. 1 2 3 4 5 6 7  Richard (1999), p. 374.
29. 1 2  Runciman (2005), p. 765.
30. ↑  Runciman (2005), pp. 765-766.
31. 1 2 3 4 5 6  Runciman (2005), p. 766.
32. 1 2 3 4 5 6 7  Runciman (2005), p. 768.
33. ↑  Runciman (2005), p. 770.
34. 1 2  Richard (1999), p. 375.
35. 1 2 3 4 5 6 7  Runciman (2005), p. 769.
36. 1 2  Runciman (2005), p. 767.
37. ↑  Richard (1999), pp. 375-376.
38. 1 2 3 4  Richard (1999), p. 376.
39. ↑  Richard (1999), p. 377.
40. 1 2 3 4  Richard (1999), p. 378.
41. ↑   William Urban, I Cavalieri Teutonici: Storia militare delle Crociate del Nord, traduzione di Rossana Macuz Varrocchi, Libreria Editrice Goriziana, 2006,  pp. 53, 99, ISBN 978-88-86-92899-1.
42. ↑  Riley-Smith (2022), p. 161.
43. ↑  Riley-Smith (2022), pp. 160-161.
44. ↑  Grousset (1998), p. 147.